# L'uomo dai veleni
L'uomo dai veleni (L'Homme des poisons) è un film muto del 1916 diretto da Louis Feuillade. È il nono episodio del serial I vampiri.

## Trama
Dopo il suicidio in carcere di Satanas, capo dei Vampiri è diventato Vénénos, un chimico esperto in veleni.
Sua assistente, Irma Vep. Quando il nuovo Grande Vampiro viene a conoscenza che Guérande, il loro mortale nemico, va a trovare ogni giorno la fidanzata nell'appartamento dove la ragazza vive con la madre, affitta l'appartamento al piano di sopra per Irma, che si presenta come mademoiselle Aurélie. La sua cameriera, Hortense, fa amicizia con quella della signora Brémontier. I Vampiri vengono, così, a sapere dell'imminente festa per il fidanzamento della signorina Brémontier con il famoso giornalista.

Vénénos annulla l'ordine concordato con la prestigiosa Maison La Béchamel che doveva preparare il menu del pranzo ma, il giorno fissato, i fornitori si presentano comunque puntuali. Ovviamente ristoratore e camerieri sono Vénénos e i Vampiri. Al portiere che li aiuta, viene regalata una bottiglia di champagne che lui, tutto felice, porta giù alla moglie. Quando però l'uomo assaggia lo champagne, stramazza al suolo con disperazione della moglie che allora corre ad avvisare i commensali di non bere il vino avvelenato. I Vampiri fuggono per i tetti.

Irma Vep (Musidora) e Vénénos (Frederik Moriss)

Philippe va alla ricerca di un posto sicuro dove mettere i suoi cari, così che non corrano più pericolo. A casa della madre, arriva il suo messaggio dove fissa la partenza per quella notte. Ma anche i Vampiri sono sul piede di guerra. Hortense riceve una borsetta che recapita subito a Irma Vep. Dentro, maschere antigas e misteriose boccette. Ma, mentre le due donne si preparano a gasare l'appartamento sottostante, sentono il rumore di un'automobile, inusuale a quell'ora della notte. È la signora Guérande, che viene a prendere la futura nuora e sua madre. Irma, allora, spruzza l'interno della macchina ma viene aggredita da Mazamette. Aiutata da Hortense, lo mette fuori gioco. Irma si nasconde dentro un baule e la macchina parte.
Quando però i passeggeri scendono a FointaInbleau, alla casa trovata da Guérande, Irma riesce a fuggire e a telefonare al Grande Vampiro. Anche Mazamette, che si è riavuto dall'aggressione, chiama l'amico e lo avvisa che Irma è ancora viva. Insieme, i due catturano la ragazza che legano come un salame. Ma, all'arrivo di Vénénos, Irma riesce ad avvertire il Grande Vampiro che la libera e fugge con lei sull'auto di Mazamette. Il Grande Vampiro scende dall'auto e salta da un ponte sul tetto di un treno: tra lui e Guérande, uno scambio di pistolettate. Poi, il vampiro riesce a fuggire. Mazamette, furibondo per essere stato fermato da un paio di poliziotti che gli hanno impedito l'inseguimento, si trova nei guai e rischia una denuncia. Lo viene a salvare il giornalista.

### Episodi del serial
1. I vampiri (La Tête coupée) 33 min. Uscita il 13 novembre 1915
2. I vampiri (La Bague qui tue) 15 min. Uscita il 13 novembre 1915
3. Il crittogramma rosso (Le Cryptogramme rouge) 42 min. Uscita il 4 dicembre 1915
4. Lo spettro (Le Spectre) 32 min. Uscita il 7 gennaio 1916
5. L'evasione del morto (L'Evasion du mort) 37 min. Uscita il 28 gennaio 1916
6. Mazamette milionario (Les Yeux qui fascinent) 58 min. Uscita il 24 marzo 1916
7. Satana (Satanas) 46 min. Uscita il 15 aprile 1916
8. Il padrone della folgore (Le Maître de la foundre) 55 min. Uscita il 12 maggio 1916
9. L'uomo dai veleni (L'Homme des poisons) 53 min. Uscita il 2 giugno 1916
10. Nozze di sangue (Les Noces sanglantes) 60 min. Uscita il 30 giugno 1916

## Produzione
Il film fu prodotto dalla Société des Etablissements L. Gaumont. Esterni del film: strade di Parigi con selciato, tetti notturni e mura di case con ombre che si arrampicano, strade con automobile, strade di campagna, treni in movimento sulla ferrovia, ponte.

## Distribuzione
Distribuito dalla Société des Etablissements L. Gaumont, il film uscì in sala il 2 giugno 1916.

## Censura
Per la versione da distribuire in Italia, la censura italiana eliminò nella parte 2ª la scena in cui si vede il bandito in maglia nera (rat d'hotel) che si arrampica al tubo di una grondaia per recare dall'abbaino una valigetta contenente veleno alla complice, e la scena in cui si vede spruzzare il profumo avvelenato nell'interno di un'automobile.